# Joachim Carl von Prehn
Joachim Carl von Prehn (* 1674; † 13. Juni 1709 in Ungarn) war ein königlich dänischer Oberst und Chef des Reiter-Regiments Dithmersen.
Joachim Carl von Prehn studierte möglicherweise ab 1693 an der Universität Rostock. Er war Oberstleutnant des Reiter-Regiments Dithmersen und kam im kaiserlichen Sold nach Ungarn. Dort starb der Regimentschef Dithmersen und später auch sein Nachfolger Trappaud. Am 1. März 1707 wurde Prehn Oberst und am 9. Dezember 1707 seinerseits Chef des Regiments. Das Regiment kämpfte unter ihm weiter. Aber auch
Prehn sollte nicht lebend zurückkehren. Er starb in der Nacht vom 12. Juni auf den 13. Juni 1709 in Ungarn.
Verheiratet war Prehm mit einer N.N von Bibow.